# آلوارو پنیا (بازیکن فوتبال، زاده ۱۹۶۵)
آلوارو پنیا (اسپانیایی: Álvaro Peña‎؛ زادهٔ ۱۱ فوریهٔ ۱۹۶۵) بازیکن سابق و مربی فوتبال اهل بولیوی است.
از باشگاه‌هایی که در آن بازی کرده‌است می‌توان به باشگاه فوتبال استرونگست، باشگاه فوتبال بولیوار، و باشگاه فوتبال بلومینگ اشاره کرد.
وی همچنین در تیم ملی فوتبال بولیوی بازی کرده‌است.